# Metamorfosi
Metamofosi of Metamorfosi Attikis (Grieks: Μεταμόρφωση of Μεταμόρφωση Αττικής) is een gemeente (dimos) in de Griekse bestuurlijke regio (periferia) Attica.